# Králíček Sameťáček
Knihu Králíček Sameťáček (v anglickém originále The Velveteen Rabbit) napsala anglicko-americká spisovatelka Margery Williams, která je známá především jako autorka knih pro malé čtenáře. Časopisecky vyšla poprvé v angličtině roku 1921, v roce 1922 následovalo první knižní vydání.
Kniha je sice určena dětem, ale oblíbili si ji i dospělí čtenáři. Děti vidí v Králíčkovi kouzelný pohádkový příběh a dospělí zase určitá skrytá poselství; začnou zjišťovat, nakolik se Králíčkovi podobají a jak je inspiruje k cestě ke skutečnému já.[zdroj?] Knížka je čtivá a psaná velmi jednoduchým a srozumitelným jazykem.

## Děj
Kniha vypráví příběh malého plyšového králíčka, který se o Vánocích dostal do domova malého chlapce a strávil s ním spoustu krásných i méně krásných chvílí.
Chlapec nejdříve hračku opomíjí. Králíček se snaží stát se skutečným, ale to se může stát pouze tehdy, pokud ho nějaké dítě bude opravdu milovat. Postupem času se Králíčkovo přání vyplní a stane se hračkou, bez které chlapec nevyjde ven, nemůže spát a nespustí ji z dohledu.
Jednoho dne ale chlapec onemocní a všechny hračky, které s ním přišly do styku, se musí dát spálit a mezi nimi je i Králíček. Králíčka před touto pohromou zachrání kouzelná víla, která ho promění ve skutečného živého králíka; ten se musí naučit žít nový králičí život. Na chlapce však nikdy nezapomene, a dokonce ho i navštíví.

## Reakce čtenářů
Čtenáři v diskuzi na stránce Databázeknih.cz obdivují spisovatelku Margery Williams za to, kolik skrytých významů a poselství tato kniha obsahuje. Zmiňují, že v každé věkové kategorii si čtenář najde v knize jiné životní moudro. Někteří se ke knize dostali až v dospělosti, jiní ji čtou svým dětem, další mají knihu ve své knihovně jako takový svůj malý poklad a vracejí se k ní v různých časových intervalech. Pro všechny je ovšem velmi inspirativní a oblíbená.
I čtenáři ze stránky ČBDB.cz souhlasí, že kniha není pouhý pohádkový příběh, ale nese skryté významy a je cestou osobního poznání a rozvoje.

## Filmové zpracování
Od roku 1979 do roku 2023 byl příběh králíčka čtrnáctkrát adaptován pro animovaný film. Kanadský film z roku 2009 je v Česku uváděn pod názvem Králíček Sameťáček aneb Jak hračky ožívají.